# Milanovice
Milanovice (německy Milanowitz) je osada, část obce Pertoltice v okrese Kutná Hora. Nachází se asi jeden kilometr severovýchodně od Pertoltic.
Milanovice je také název katastrálního území o rozloze 0,75 km².

## Historie
První písemná zmínka o vesnici pochází z roku 1404.

## Fotogalerie

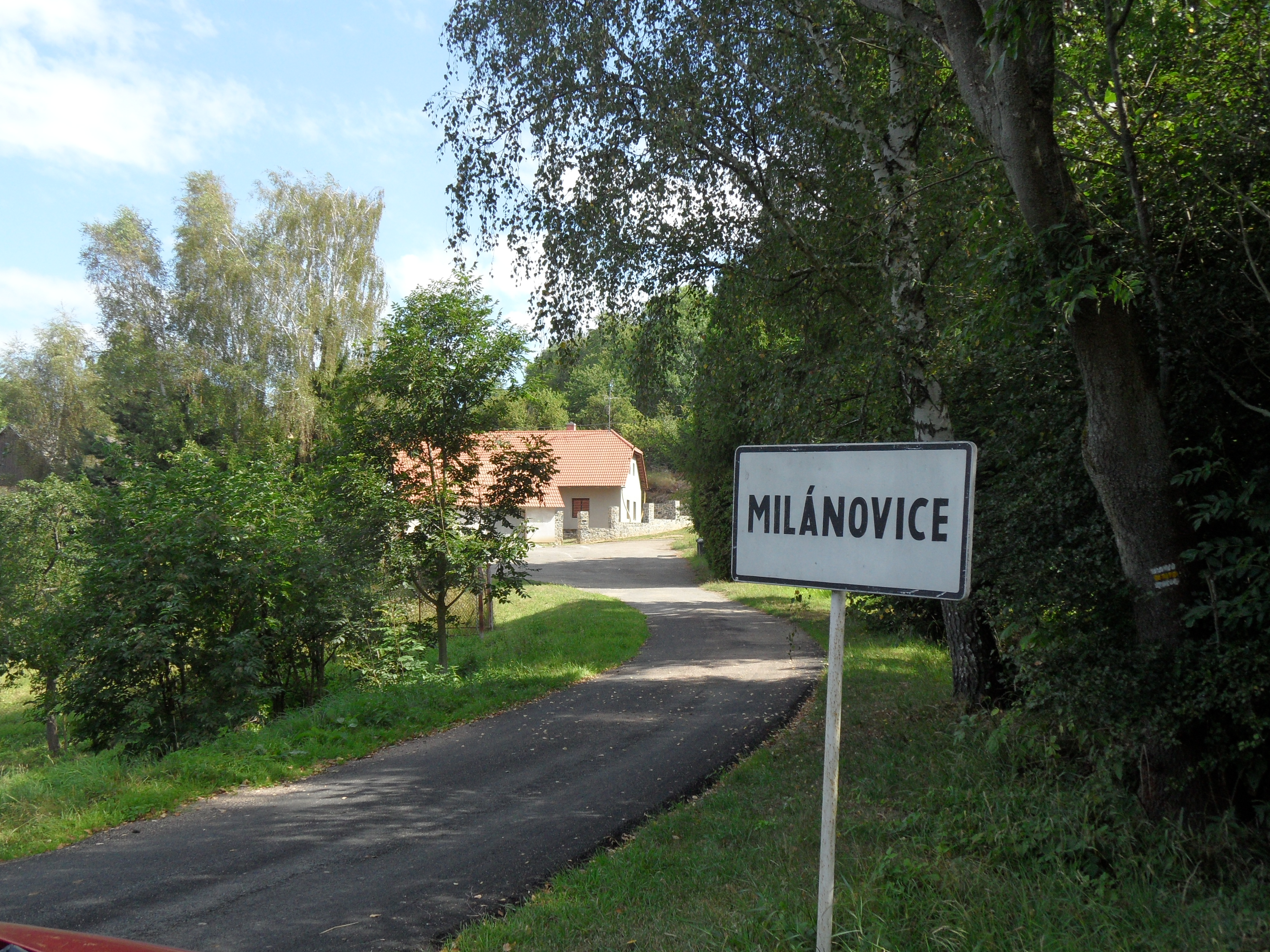
Odchylka v názvu vesnice
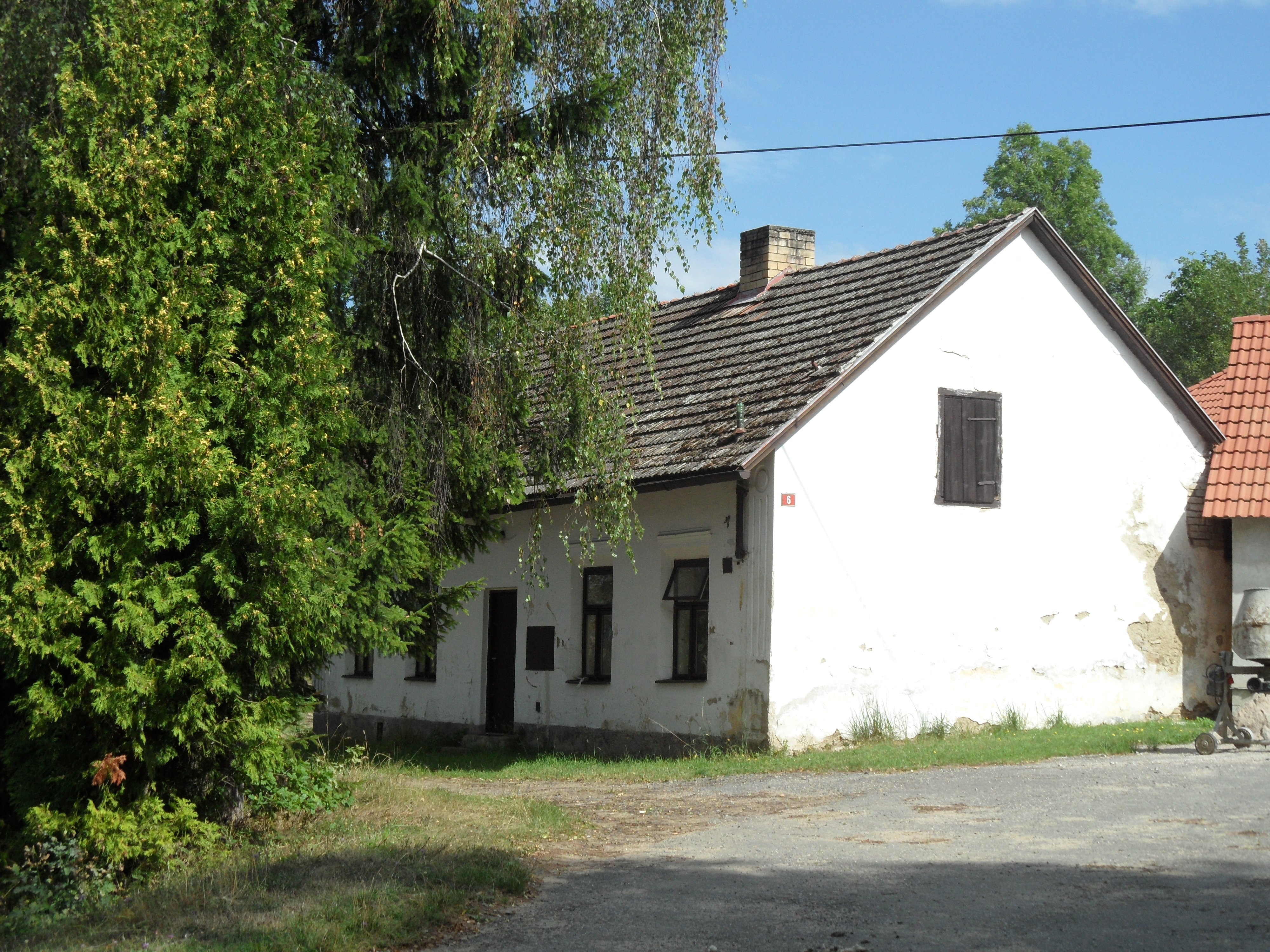
Dům ve vsi
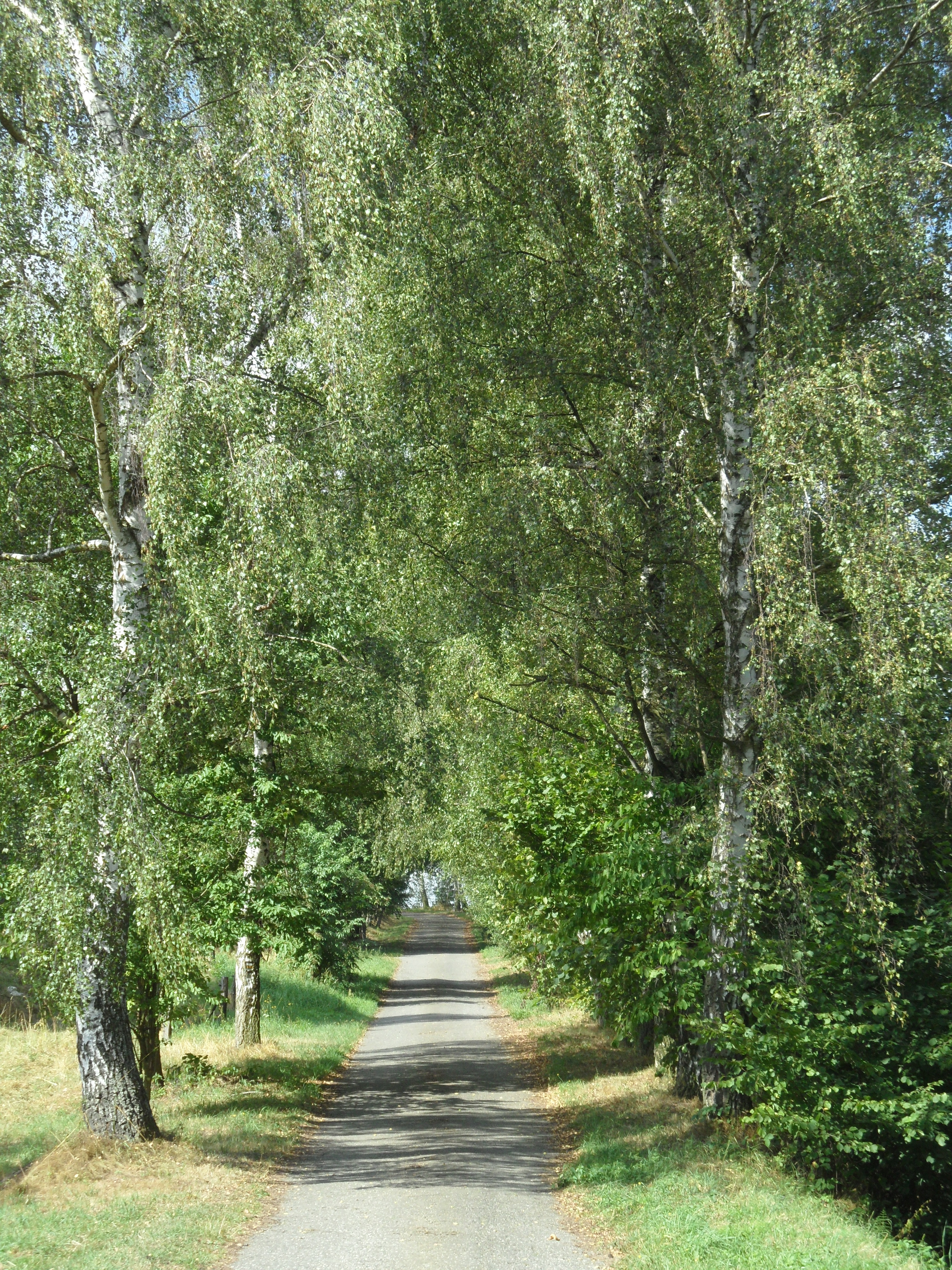
Březová alej vedoucí do vesnice
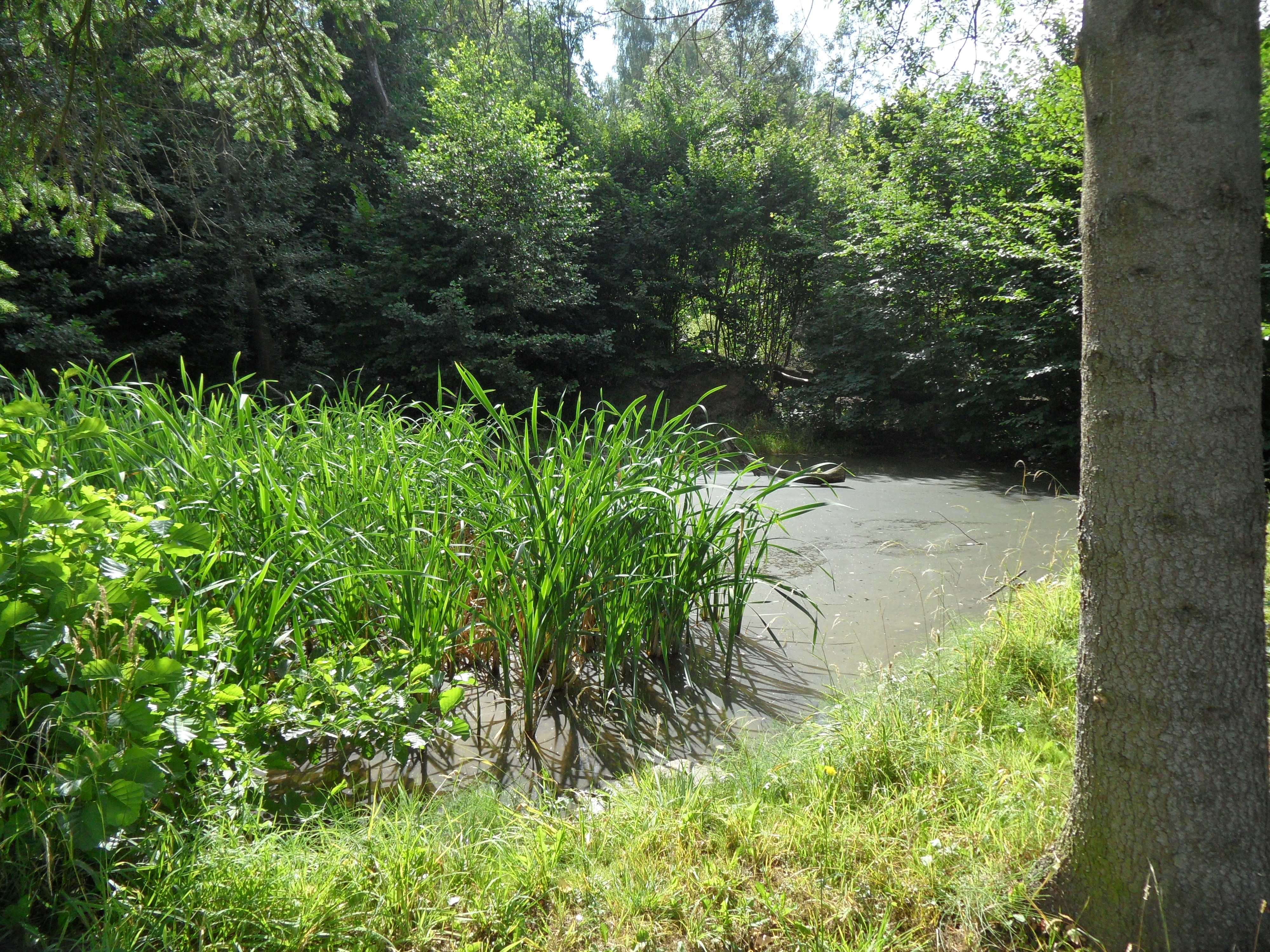
Rybníček na okraji vesnice